# Digimon
Digimon (яп. デジモン Дедзімон, Digimon: Digital Monsters) — японська медіафраншиза, що включає віртуальних домашніх улюбленців, аніме, манґу, відеоігри та колекційні карткові ігри. Франшиза фокусується на діґімонах — істотах із Цифрового світу (англ. Digital World), який є відображенням реального світу, та відносинах людей з ними.
Франшиза зародилася в 1997 як іграшки з віртуальними домашніми улюбленцями, подібні до тамагочі, і карткова гра. В 1999 році вийшло перше аніме про діґімонів — Digimon Adventure. Потім франшиза перейшла на західний ринок, в США, а аніме отримало кілька продовжень. З'явилися й численні відеоігри: рольові ігри, гонки, файтинги та MMORPG.

## Цифровий світ
Цифровий світ (англ. Digital World), населений діґімонами, дещо відрізняється в різних творах франшизи. В загальному, він багато в чому подібний на наш: там існують материки, острови, гори, пустелі та океани, населені різноманітними рослинами і тваринами. Трапляються і копії об'єктів з нашого світу, оскільки всі знання, мрії та фантазії людей знаходять там своє відображення.
Цей світ виник разом з появою першої ЕОМ — калькулятора Атанасова-Беррі. В міру розширення комунікацій розширювався і Цифровий світ — що більше в світі людей електроніки й інформації, то багатший світ діґімонів. В аніме «Приборкувачі діґімонів» зазначалося, що цих істот створили в нашому світі діти-програмісти в 1980-х роках. Їхні примітивні діґімони змогли самотужки пробратися в Цифровий світ і там розвинутися в різноманітні форми. Саме влаштування світу в цьому аніме описане як поєднання «шарів», кожен з яких є невеликим світом: пустель, лісів, морів і т. д. В «Кордонах світу діґімонів» вся їхня планета була поділена на регіони, залежно від панівних стихій. У фільмі «X-еволюція» Цифровий світ зазнав катастрофи. Він переповнився і став гинути, тому комп'ютер Іґґдрасиль створив Новий Цифровий світ, куди переносив обраних діґімонів. Новий світ поділений на термінали, які відображають минуле, теперішнє і майбутнє. Аніме «Злиття діґімонів» описувало Цифровий світ давнішим за людський і можливість керувати ним за допомогою Корони Коду.
Населяють Цифровий світ істоти діґімони, зазвичай засновані на чомусь з реального світу (тварини, техніка, явища). За своїм виглядом вони різняться від подібних на звірів, рослини, механізми, до людиноподібних, що виділяються тільки розмірами або незвичайним одягом. Життя діґімонів циклічне, вони вилуплюються з яєць, розвиваються з одних форм в інші, а після смерті знову стають яйцем, що з'являється в Селищі Початків на острові Файл. Існують діґімони-віруси і діґімони-вакцини, подібно до програм-вірусів і антивірусів. Почавши нове життя, вони як правило не пам'ятають попереднього. Для переміщення між Цифровим і реальним світами слугують портали, які можна відкрити різними способами. На відміну від «Пригод діґімонів» і «Пригод діґімонів 2», в «Приборкувачах діґімонів» вони не безсмертні — інші діґімони можуть поглинути їх для отримання нових сил і розвитку. Крім того показувалося як вони переміщуються до світу людей, отримуючи матеріальні тіла. В «Кордонах світу діґімонів» обрані люди могли перетворюватися на них, поєднуючи свої дані з даними діґімонів-героїв. А в «Злитті діґімонів» кілька цих істот здатні поєднатися й утворити іншого діґімона.

## Віртуальні домашні улюбленці

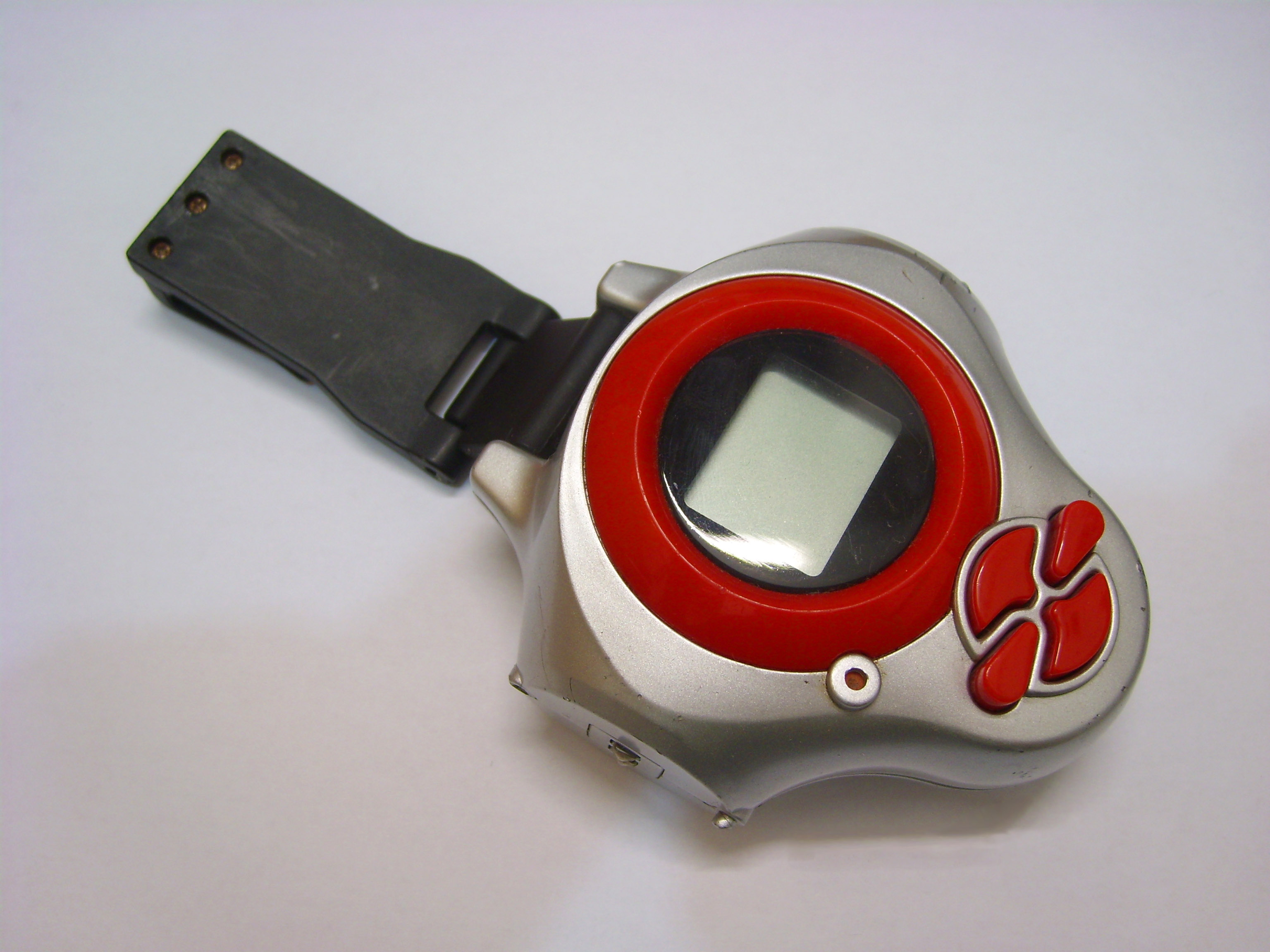
Іграшка-діґівас

В 1997 році було випущено серію іграшок, подібних на тамагочі. На монохромному дисплеї зображався діґімон, за яким потрібно було доглядати, годувати і тренувати його. Залежно від дій власника, діґімон міг вирости в декілька різних кінцевих форм. Іграшки могли зв'язуватися одна з одною для влаштовування боїв між діґімонами. Вигравши кілька боїв, істота стає сильнішою.
Дизайн іграшок зазнавав помітних змін. В міру виходу сезонів аніме багато з них вироблялися у вигляді діґівайсів — пристроїв, за допомогою яких герої аніме допомагали діґімонам еволюціонувати.

## Аніме

### Digimon Adventure 01 (1 сезон)
Перший сезон, відомий як «Пригоди діґімонів» почався 7 березня 1999 року. За сюжетом, група дітей з літнього табору загадковим чином потрапляє в Цифровий світ, де отримує діґівайси і знайомиться з діґімонами. Загадковий дідусь Ґеннай допомагає їм і розповідає, що ті, хто потрапив у Цифровий світ, є Обраними, покликаними побороти зло. Діти допомагають діґімонам розвиватися і проявляють свої унікальні якості (дружба, надія тощо) в боротьбі зі злими діґімонами. Пізніше наш світ і світ Цифровий перетинаються, а діти з діґімонами довідуються, що за цим стоїть Апокалімон, позбавлений можливості розвиватися і тому озлоблений на все суще.
Сезон налічує 54 епізоди.

### Digimon Adventure 02 (2 сезон)
Другий сезон, «Пригоди діґімонів 02», стартував 2 квітня 2000 року. Через 3 роки після подій першого сезону в цифровому світі з'явився новий ворог — Імператор діґімонів, який не дає діґімонам розвиватися за допомогою спеціальних кілець і башт. Діти, в числі яких і герої попереднього сезону, відкривають спосіб розвитку за допомогою Діґіменталів, над якими Імператор не має влади. Згодом цей Імператор, який насправді є людиною і також Обраним, усвідомлює що його поглинуло зло і вирішує приєднатися до інших дітей з нашого світу. Але Беліал Вамдемон хоче захопити все світи, і всі Обрані мусять протистояти його планам.
Тривав 50 епізодів.

### Digimon Tamers (3 сезон)
Сезон «Приборкувачі діґімонів» стартував 1 квітня 2001 року. На відміну від попередніх, більша його частина відбувається в нашому світі, де проходять бої між діґімонами і їх приборкувачами-людьми. Карткова гра про діґімонів, яка здавалася дітям лише грою, виявляється справжніми битвами діґімонів, які поступово переходять в реальний світ. В Обраних з'явилися нові діґівайси, зчитувальні карти як посилення для живих діґімонів. Хлопчик на ім'я Таката одного разу намалював свого діґімона, його новий діґівайс випадково прийняв інформацію про нього, і той з'явився в нашому світі.
Тривав 51 епізод.

### Digimon Frontier (4 сезон)
Четвертий сезон, відомий як «Кордони світу діґімонів», почався 7 квітня 2002 року. П'ятеро дітей отримують повідомлення на свої телефони з запрошенням зустріти свою долю в визначений час на поїзді. Поїзд відвозить їх в Цифровий світ, де кожен отримав Древній дух, що дозволяє людині ставати діґімоном. Але на духи полюють злі діґімони, а частини Цифрового світу тим часом просто пропадають.
Тривав 50 епізодів.

### Digimon Savers/Data Squad (5 сезон)
П'ятий сезон «Рятівники діґімонів / Загін даних», почав трансляцію 2 квітня 2006. Даймон Масару знайомиться з Відділом боротьби з Цифровими Порушеннями. Там його роботою стає розшук злих діґімонів, які проникають в наш світ.
Тривав 48 епізодів.

### Digimon Xros Wars/Fusion (6 сезон)
Шостий сезон «Перехресні війни / Злиття» почався в липні 2009 року. Школяреві Кудо Тайкі приснився сон, де він командує армією діґімонів. Наступного дня він отримує від помираючого діґімона Перехресний завантажувач-діґівайс, що дозволяє схрещувати діґімонів. З його допомогою він з друзями переноситься в Цифровий світ, де знайомиться з Шаутомоном і багатьма іншими добрими діґімонами. Але зла армія Багура усіма способами намагається захопити владу над Цифровим світом і діти з добрими діґімонами беруться протистояти їй.
Цей сезон ділиться на 3 частини і налічує 79 епізодів.

### Digimon Adventure tri.
У 2015 році було почато серію з 6-ти повнометражних фільмів, яка є продовженням «Пригод діґімонів» і «Пригод діґімогів 02». Серед діґімонів поширюється вірус, який робить їх злими і це відображається на світі людей. Команда Обраних, вже доросліша, збирається знову, щоб з'ясувати й усунути причину лиха.

### Digimon Universe: Appli Monsters
Початий восени 2016-го, цей серіал є восьмим у франшизі, але відокремлений від решти сезонів. Сюжетно є продовженням «Digimon Adventure tri.». Описує світ 2045 року, де Світова павутина населена аппмонами — розумними програмами, які діють в смартфонах. Школяр Хару Шінкай довідується, що суперкомп'ютер Левіафан заражає аппмонів вірусом, який робить їх злими. Хару з Гатчмоном, який завівся у його смартфоні належить відновити порядок, зібравши команду друзів-людей та аппмонів.

### Digimon Adventure (2020)
Перезапуск оригінального серіалу 1999 року, події якого перенесено до сучасності. Зокрема, Цифровий світ тут існує в інтернеті.

### Окремі епізоди
Окрім того були випущені повнометражні та короткометражні епізоди до перелічених вище сезонів.

#### Повнометражні
- Digimon adventure (1999)
- Our war game (2000)
- Digimon hurricane touchdown (2000)
- Revenge of Diaboromon (2001)
- Battle of adventurers (2001)
- Runaway digimon express (2002)
- Island of lost digimon (2002)
- Digimon x-evolution (2005)
- Ultimate Power! Activate Burst Mode! (2006)
- Digimon Adventure tri. Chapter 1: Reunion (2015)
- Digimon Adventure tri. Chapter 2: Determination (2016)
- Digimon Adventure tri. Chapter 3: Confession (2016)
- Digimon Adventure tri. Chapter 4: Loss (2017)
- Digimon Adventure tri. Chapter 5: Coexistence (2017)
- Digimon Adventure tri. Chapter 6: Future (2018)
- Digimon Adventure: Last Evolution Kizuna (2020)

#### Короткометражні
- Digital world kiki ippatsu! (2010)
- Digimon grand prix! (2010)

## Ігри

### Відеоігри
Основні відеоігри:
- Digimon World (1999 — PlayStation)
- Digimon World 2 (2000 — PlayStation)
- Digimon Digital Card Battle (2000 — PlayStation)
- Digimon Battle Spirit (2001 — WonderSwan Color, 2003 — Game Boy Advance)
- Digimon Rumble Arena (2001 — PlayStation)
- Digimon World 3 (2002 — PlayStation)
- Digimon Battle Spirit 2 (2002 — WonderSwan Color, 2003 — Game Boy Advance)
- Digimon Racing (2004 — Game Boy Advance)
- Digimon Rumble Arena 2 (2004 — Nintendo GameCube, PlayStation 2, Xbox)
- Digimon World 4 (2005 — Nintendo GameCube, PlayStation 2, Xbox)
- Digimon World DS (2006 — Nintendo DS)
- Digimon World Data Squad (2006 — PlayStation 2)
- Digimon World Championship (2008 — Nintendo DS)
- Digimon Story: Lost Evolution (2010 — Nintendo DS)
- Digimon All-Star Rumble (2014 — PlayStation 3, Xbox 360)
- Digimon Story: Cyber Sleuth (2015 — Playstation Vita, Playstation 4)
- Digimon Adventure (2019 — Nintendo Switch)[2]

### Карткові ігри
В 1997 році в Японії Bandai була видана карткова гра про діґімонів. Вона являє собою набір колекційних карт, кожна з яких має свої характеристики й атрибути. Правила гри відбуваються за принципом: карти-вакцини б'ють карти-віруси, карти-віруси б'ють карти-дані та карти-дані б'ють карти-вакцини. Кожна з карт відноситься до одного з десяти типів, що впливає на її показники.
Ця гра згадується в третьому сезоні аніме, Digimon Tamers, та є частиною деяких відеоігор франшизи.